# 林佐蛛
林佐蛛（学名：Zora silvesitris）为狼栉蛛科狼栉蛛属的动物。分布于欧洲以及中国大陆的辽宁等地，常见于草丛以及落叶层。该物种的模式产地在欧洲。